# Margareta a României

Sztandar księżniczki

Małgorzata (I) Rumuńska (ur. 26 marca 1949 w Lozannie) – rumuńska politolożka, najstarsza córka byłego władcy Rumunii Michała I i jego żony, Anny Burbon-Parmeńskiej. W 2007 roku otrzymała od ojca tytuły „Księżniczki Korony Rumunii” i „Strażnika Korony Rumuńskiej”. W 2017 roku, po śmierci ojca, przejęła zwierzchnictwo nad Domem Królewskim Rumunii i jest pretendentką do zniesionego tronu Rumunii.

## Życiorys
Po swojej abdykacji Michał I osiedlił się na stałe w Lozannie, gdzie 26 marca 1949 roku urodziła się Małgorzata, jego najstarsza córka. Także tam na świat przyszły młodsze siostry księżniczki — Helena (ur. 1950) i Irena (ur. 1953). Ponieważ władze Szwajcarii nie zgodziły się, aby nosiły one tytuł „księżniczek Rumunii”, dwie najmłodsze córki władcy — Zofia (ur. 1957) i Maria (ur. 1964) — przyszły na świat poza granicami tego kraju.
Małgorzata została ochrzczona w wierze prawosławnej, a jej ojcem chrzestnym był książę Edynburga, Filip, natomiast matką chrzestną babka ze strony matki, księżna Danii Małgorzata.
Spędziła dzieciństwo w domach rodzinnych w Lozannie oraz w Ayot House, St Lawrence, w Hertfordshire w Anglii. Podczas wakacji ona i jej siostry znajdowały się pod opieką Heleny, królowej matki - w Villa Sparta we Włoszech oraz księżnej Małgorzaty i jej męża, księcia René Bourbona-Parmeńskiego w Kopenhadze. Wielokrotnie opowiadano im „fascynujące opowieści o ojczyźnie, której nie mogły odwiedzić”.  
W 1964 roku, wraz z pięcioma innymi księżniczkami, Margareta była druhną na ślubie księżniczki Anny-Marii z Danii z królem Konstantynem II w Grecji. 
Dopiero w 1990 roku Margareta miała okazję zobaczyć Rumunię, której tradycje były dotąd jej tylko przekazywane. Margareta opowiadała: „Gdy w roku 1990 wysiadłam z samolotu i po raz pierwszy w życiu postawiłam nogę na ojczystej ziemi, by towarzyszyć konwojowi humanitarnemu, przeżyłam nie lada wstrząs: znałam ulice, ale ich nie rozpoznawałam, rozumiałam sposób myślenia ludzi, ale pierwszy raz słyszałam, jak mówią”.
21 września 1996 roku księżniczka Margareta poślubiła Radu Dudę (młodszego od niej o 11 lat), który od 31 grudnia 2007 roku nosi tytuł księcia Rumunii.

## Następczyni tronu
30 grudnia 2007 roku ojciec Margarety, były król Rumunii Michał I, ogłosił akt o nazwie „Fundamentalne prawa Rodziny Królewskiej Rumunii”, w którym uznał za spadkobierczynię praw do korony rumuńskiej swoją najstarszą córkę Małgorzatę. Nadał jej prawo do posługiwania się tytułem „Strażniczki Korony Rumuńskiej”. Dotychczasowe rumuńskie prawo sukcesyjne nie dopuszczało do dziedziczenia tronu przez kobiety, w razie restauracji monarchii konieczne więc będzie zniesienie prawa salickiego w zakresie dziedziczenia tronu. 
Natomiast zgodnie z ostatnim prawem sukcesyjnym obowiązującym przed zniesieniem monarchii rumuńskiej, następcą pretensji do tronu rumuńskiego, jest Karol Fryderyk, książę Hohenzollern, głowa rodu Hohenzollern-Sigmarinen (ur. 20 kwietnia 1952).

## Wyróżnienia
- Tytuł doktora honoris causa Uniwersytetu w Pitești (4 listopada 2012)[3].